# Pont de Cimeta

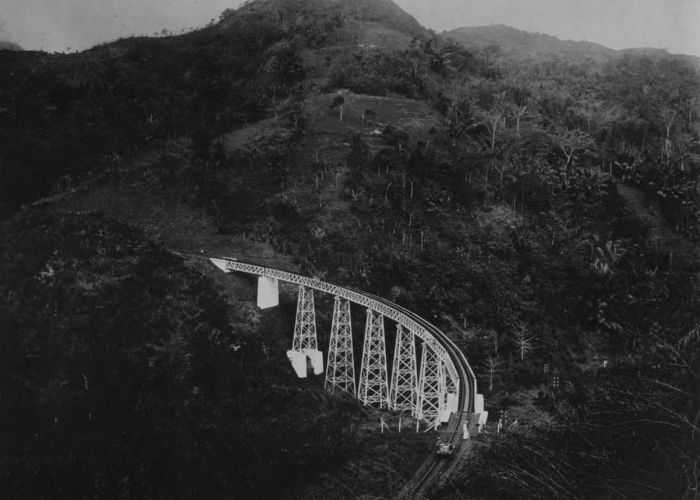
Le pont en 1931.

Le pont de Cimeta (Jembatan Cimeta en indonésien) est un pont ferroviaire en forme de fer à cheval à Padalarang, Java occidental, en Indonésie. Il passe au-dessus de la rivière Ciherang.
Le pont a été construit à l'époque coloniale néerlandaise.